# Чернігівська волость (Бердянський повіт)
Чернігівська волость — історична адміністративно-територіальна одиниця Бердянського повіту Таврійської губернії.
Станом на 1886 рік складалася з 8 поселень, 8 сільських громад. Населення — 10901 особа (5604 чоловічої статі та 5297 — жіночої), 1596 дворових господарств.
|                     | Площа, десятин | У тому числі орної, дес. |
| ------------------- | -------------- | ------------------------ |
| Сільських громад    | 34377          | 23218                    |
| Приватної власності | —              | —                        |
| Казенної власності  | —              | —                        |
| Іншої власності     | 175            | 167                      |
| Загалом             | 34552          | 23385                    |

Основні поселення волості:
- Чернігівка — колишнє державне село при балці Токмак та Сасикулак за 70 верст від повітового міста, 6533 осіб, 888 дворів, православна церква, єврейський молитовний будинок, школа, 12 лавок, 2 ярмарки на рік, базари.
- Верхнє-Токмак — колишнє державне село при балці Верхнє-Токмак, 1346 осіб, 214 дворів, молитовний будинок, школа.
- Могиляни — колишнє державне село при балці Могилянській, 822 особи, 214 дворів, молитовний будинок, школа.
- Ново-Полтавка — колишнє державне село при балці Вершино-Камкулак, 659 осіб, 114 дворів, школа.
- Стульневе — колишнє державне село при балці Токмак, 766 осіб, 121 двір, школа.